# 황종옥
황종옥(黃鍾玉, 1956년 12월 15일 ~ )은 대한민국의 제8대 대구광역시 동구의원이다.

## 학력
- 대구옥산국민학교 졸업
- 계성중학교 졸업
- 영남고등학교 졸업
- 영남전문학교 경영학과 졸업

## 경력
- 행정사
- 기계특급 기술자
- 소방기계 특급기술자
- 소방전기 고급기술자
- (주)비전건설 고문
- 상록해피 우크렐레 봉사단
- 재구 동구 영천향우회 부회장
- 대구시청 공무원 정년퇴직
- 자유한국당 대구시당 동구 을 운영부위원장
- 자유한국당 대구시당 동구 을 안심3·4동 위원장
- 2018.07 ~ 2019.08 제8대 대구광역시 동구의회 의원
- 2018.07 ~ 2019.08 제8대 대구광역시 동구의회 전반기 운영자치행정위원회 위원장

## 수상
- 대한민국 근정포장
- 안전행정부장관 표창
- 환경부장관 표창
- 대구시장 표창

## 공직선거법 위반
자유한국당 황종옥 의원은 지난 지방선거 당시 대구광역시장 후보 경선에서 이재만 전 최고위원을 이기게 하기 위해 불법 여론조사를 벌인 혐의로 대구 지방의원 5명과 함께 불구속 기소되었다. 1심 판결로 벌금 100만원이 나와 의원직 상실형을 선고받았다. 2019년 8월 20일 대법원에서 상고를 기각하여 의원직을 잃었다.

## 역대 선거 결과
| 실시년도 | 선거      | 대수 | 직책   | 선거구                | 정당       | 득표수   | 득표율          | 순위 | 당락 | 비고           |
| -------- | --------- | ---- | ------ | --------------------- | ---------- | -------- | --------------- | ---- | ---- | -------------- |
| 2018년   | 지방 선거 | 8대  | 구의원 | 대구 동구 (바 선거구) | 자유한국당 | 6,900 표 | \| \| 23.22% \| | 2위  |      | 초선, 민선 7기 |
|          | 23.22%    |      |        |                       |            |          |                 |      |      |                |